# Fokker F.IV
El Fokker F.IV va ser un avió comercial dissenyat en els Països Baixos a principis dels anys 20 del segle xx; només es van fabricar dues unitats, ambdues pel Servei Aeri de l'Exèrcit dels Estats Units.

## Disseny i desenvolupament
El Fokker F.IV va ser fabricat al típic estil Fokker (el major disseny que fins llavors havien creat), com un monoplà d'ala alta cantilever amb tren d'aterratge fix de patí de cua. El pilot s'asseia en una cabina oberta al costat del motor a l'estil del Fokker F.III, mentre que una cabina dins del fuselatge podia acomodar a 12 passatgers. Abans fins i tot que els avions haguessin estat fabricats, el Servei Aeri de l'Exèrcit dels Estats Units havia comprat dos exemplars durant una visita promocional al país d'Anthony Fokker. Construïts a la fàbrica de Fokker a Veere i provats en vol pel mateix Anthony Fokker, els dos avions van ser posats en caixes i enviats als Estats Units, on van ser assemblats a McCook Field i designats T-2 sent utilitzats com a avions de transport. Malgrat les esperances de Fokker en què en augmentar el nombre de passatgers de línies aèries es crearia interès en els avions de major capacitat de seients, el F.IV era massa gran per a les necessitats de les aerolínies contemporànies, i no es van vendre més avions.

## Història operacional
Un dels T-2 va ser usat per realitzar una sèrie de vols de llarga distància en els anys immediats, culminant en el primer vol sense escales transcontinental a través dels Estats Units, una idea que es va originar amb el Tinent Oakley G. Kelly, un dels pilots de proves del T-2. L'Exèrcit va acordar permetre a Kelly el modificar especialment l'avió per portar més combustible, i a instal·lar una porta de connexió entre la cabina de passatgers i la del pilot, perquè ell i el seu camarada el pilot de proves Tinent John A. Macready poguessin alternar-se a pilotar i descansar. També es va instal·lar un joc extra de controls per facilitar el lliurament d'un pilot a l'altre. Així modificat, el T-2 s'enlairaria amb 2350 l de combustible a bord, fent-lo 1110 kg més pesant que l'estipulat com a pes màxim a l'enlairament.
A finals de 1922, Kelly i Macready van realitzar dos intents del vol transcontinental. El primer va ser realitzat el 5 d'octubre de 1922, sortint de San Diego, Califòrnia, cap a Nova York. Després de 35 hores i 18 minuts a l'aire, van ser forçats a abandonar l'intent i aterrar a causa de la boira. Hauria estat un rècord mundial de permanència, però sense un barògraf a bord, no podia ser reconegut oficialment per la FAI. Kelly i Macready ho van intentar de nou el 3 de novembre, però aquesta vegada un problema de motor els va forçar a realitzar un aterratge d'emergència prop d'Indianapolis després de 25 hores i 30 minuts.
El següent any, van realitzar un vol de llarga durada sobre un circuit tancat sobre Dayton, Ohio, romanent a l'aire 36 hores, 14 minuts i 8 segons, entre el 16 i el 17 d'abril. Va establir un nou rècord mundial de permanència, però també un nou rècord de distància, rècord de pes, i vuit rècords diversos de velocitat. El 2 de maig van sortir des de Nova York per intentar de nou el vol transcontinental, aquesta vegada viatjant en la direcció oposada. 26 hores i 50 minuts després van aterrar a San Diego, havent cobert 4.034 km. El seu avió està preservat en el Museu Nacional de l'Aire i l'Espai dels Estats Units.
L'altre T-2 va ser convertit en ambulància aèria i se li va donar la designació A-2.

## Variants
F.iv
Avió comercial monomotor, designació de la companyia Fokker.
T-2
Designació donada per l'USAAS als dos F.IV construïts.
A-2
Un dels T-2 convertit en ambulància aèria.

## Operadors
Estats Units
- Servei Aeri de l'Exèrcit dels Estats Units